# Jiří Lábus
Jiří Lábus (* 26. ledna 1950 Praha) je český filmový a divadelní herec a komik, bratr českého architekta Ladislava Lábuse a držitel dvou českých lvů za nejlepší herecký výkon ve vedlejší roli (Amerika - 1994 a Klauni - 2013).

## Život
Jiří Lábus se narodil 26. ledna 1950 v Praze v porodnici v Londýnské ulici. Jeho otec byl architekt, matka zdravotní sestra. Na Vinohradech v Bělehradské ulici také společně s rodiči a bratrem bydlel. Již od dětství se zajímal o dramatické umění. Po základní škole studoval na gymnáziu a po maturitě v roce 1968 nastoupil na DAMU, kde v roce 1973 absolvoval rolí Mackieho Messera ve hře Johna Gaye Žebrácká opera. Při základní vojenské službě byl členem Armádního uměleckého souboru Víta Nejedlého, kde mimo jiné dělal konferenciéra tanečního orchestru, ale také byl zdravotníkem.
Po škole byl Janem Schmidem přijat do angažmá tehdy libereckého divadla Studio Ypsilon. Do Liberce zpočátku dojížděl, pak se tam částečně přestěhoval do doby, než v roce 1978 soubor divadla přesídlil do Prahy.
Jiří Lábus žije v Praze ve Vršovicích, je svobodný a bezdětný.

## Umělecká kariéra a ocenění
Svůj především komediální talent za více než čtyřicet let uplatnil v dlouhé řadě divadelních, filmových, rozhlasových i televizních rolí. Stálé angažmá má v divadle Studio Ypsilon. Hostuje také ve Viole, v Divadle Kalich a v jiných divadlech. Za roli podváděného manžela ve Vianově hře Hlava Medúzy obdržel za rok 1996 Cenu Thálie. Za vedlejší roli strýce Jakoba v Michálkově filmu Amerika získal v roce 1994 Českého lva a v roce 2013 taktéž za vedlejší mužský herecký výkon ve filmu Klauni.
Velmi známými se staly některé televizní a rozhlasové pořady, na kterých spolupracoval se svým dlouholetým kolegou a kamarádem Oldřichem Kaiserem. Jejich spolupráce započala v roce 1979 několika scénkami v pořadu Kabaret U dobré pohody. Dále dvojice spoluvytvářela a účinkovala v televizních pořadech Možná přijde i kouzelník, Zeměkoule, Letem světem nebo Ruská ruleta. Od roku 1991 také vytváří nekonečný rozhlasový seriál Tlučhořovi. Do srdce dětských diváků se zapsal jako čaroděj Rumburak ze seriálu Arabela, který se pro veliký zájem dočkal v 90. letech pokračování. Pro děti také namlouval plyšovou postavu Jů v televizním pořadu Studio Kamarád.

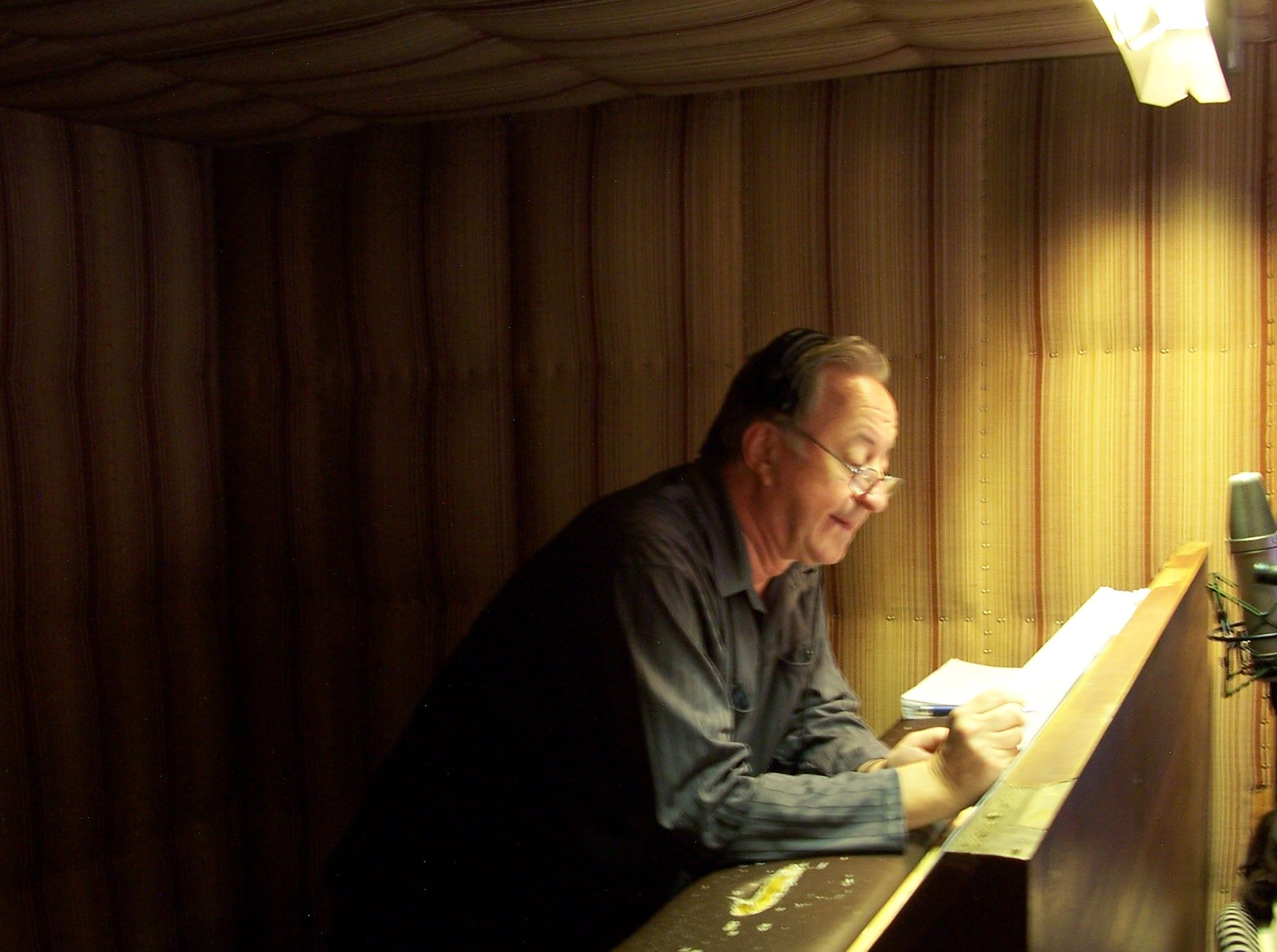
Jiří Lábus při dabování

Svůj hlas propůjčil postavám z filmů a seriálů jako dabér, například v seriálu M*A*S*H, anebo kresleným postavám, například se jedná o roli Obelixe ve filmech Asterix a překvapení pro Caesara a Asterix a velký boj, lenochoda Sida ve filmu Doba ledová a jeho dalších pokračování nebo Marge v seriálu Simpsonovi.
Rovněž daboval postavy v PC hrách (např. Ve stínu havrana, šest dílů Polda aj.).
V roce 1978 účinkoval v komunistickém propagandistickém seriálu Třicet případů majora Zemana, v díle Mimikry, který se snažil očernit kapelu The Plastic People of the Universe. Za tuto roli se později omluvil veřejnosti i kapele.
V roce 2001 namluvil pro nakladatelství Albatros podle knihy Joanny Rowlingové audioknihu Harry Potter a Kámen mudrců.
V roce 2005 vytvořil spolu s Petrem Čtvrtníčkem hru Ivánku, kamaráde, můžeš mluvit?, vycházející z policejních odposlechů úplatných fotbalových činovníků.
Několikrát též vystoupil na festivalu Trutnoff, kde publiku předčítal básně Ivana Martina Jirouse. V roce 2012 získal na Zlín Film Festivalu ocenění Zlatý střevíček za mimořádný přínos kinematografii pro děti a mládež.
V roce 2014 ztvárnil v seriálu České století, v díle věnovaném Sametové revoluci, roli československého komunistického premiéra Ladislava Adamce.

## Ostatní aktivity
V roce 1977 připojil stejně jako mnozí tehdejší umělci svůj podpis pod prohlášení odsuzující Chartu 77, tzv. Antichartu.
V lednu 1989 podepsal petici kulturních pracovníků za propuštění Václava Havla a petici Několik vět, v reakci na to byl zakázán v roce 1989 pořad Možná přijde i kouzelník.
V roce 2007 se stal tváří vládní kampaně podporující výstavbu radaru americké protiraketové obrany.
Lábus podporuje obnovu monarchie. V roce 1999 se stal jedním ze signatářů monarchistického prohlášení Na prahu nového milénia, jehož autorem byl spisovatel Petr Placák.

## Divadelní role (výběr)
Studio Ypsilon (hlavní scéna)
- Škaredá středa aneb Teta z Halifaxu (prem.: 26. 4. 2013)
- Pánská šatna aneb Improvizace v Ypsilonce (prem.: 12. 11. 2012)
- Babička se vrací čili Dichtung und Wahrheit (prem.: 11. 3. 2010)
- Vdovou proti své vůli (prem.: 20.12.2007)
- Vinobraní v Ypsilonce aneb Dožínky operety (prem.: 25. 2. 2005, uváděno do: leden 2014)
- Rusalka nejen podle Dvořáka (prem.: 28. 3. 2003)
- Praha stověžatá (prem.: 12. 5. 2000)
- Svatá rodina (prem.: 8. 4. 1998)
- Prodaná nevěsta (prem.: 6. 6. 1996)
- Mozart v Praze (prem.: 10. 4. 1991)

Studio Ypsilon (malá scéna)
- Vratká prkna (prem.: 8. 4. 2011)
- Hlava medúzy (prem.: 2. 2. 1996)

Divadlo Kalich (činohra)
- Žena za pultem 2: Pult osobnosti (prem.: 23. 9. 2014)[22]
- Don Quijote (prem.: 1. 11. 2006)

Divadlo MANA (Vršovické divadlo MANA)
- Vršovice jsou zlatý, řekl tatínek (prem.: 24.3.2015)

Divadlo v Dlouhé
- S nadějí i bez ní/ Ela, Hela a stop (prem.: 13. 1. 2011, uváděno do: únor 2011)

Divadlo Viola
- Normální okruh (prem.: 22. 9. 2006, uváděno do: červen 2013)
- Proč si nezatančíte? (prem.: 15. 12. 2002, rovněž režíroval)

Divadlo Ungelt
- Play Strindberg (prem.: 23. 1. 2003, uváděno do: 2012)

## Filmografie (výběr)
- 1973 Zatykač na královnu
- 1975 Páni kluci
- 1977 Zítra vstanu a opařím se čajem
- 1979 Drsná planina
- 1980 Arabela (seriál)
- 1980 Krakonoš a lyžníci
- 1981 Velká sázka o malé pivo
- 1983 Slunce, seno, jahody
- 1984 Babičky dobíjejte přesně!
- 1984 Rumburak, role: Rumburak, čaroděj druhé kategorie
- 1988 Cirkus Humberto (TV seriál)
- 1989 Slunce, seno a pár facek
- 1991 Slunce, seno, erotika
- 1993 Amerika
- 1993 Pension Lola
- 1993 Nesmrtelná teta
- 1993 Arabela se vrací aneb Rumburak králem Říše pohádek (TV seriál)
- 1994 Andělské oči
- 1996 Spiklenci slasti
- 1997 Zdivočelá země (TV seriál)
- 1997 Lotrando a Zubejda
- 1999 Eliška má ráda divočinu
- 2001 Babí léto
- 2001 Tmavomodrý svět
- 2003 Čert ví proč
- 2006 Obsluhoval jsem anglického krále
- 2007 Simpsonovi ve filmu
- 2008 Kozí příběh – pověsti staré Prahy
- 2011 Odcházení
- 2011 Tajemství staré bambitky
- 2012 Kozí příběh se sýrem
- 2013 Klauni
- 2014 Tři bratři
- 2016 Goblin 2
- 2016 Řachanda
- 2016 Případ pro lyžaře
- 2016 Jak básníci čekají na zázrak
- 2016 Holčička s náhradní hlavou
- 2017 Tabule modrá jako nebe
- 2017 Nejlepší přítel
- 2017 Hurvínek a kouzelné muzeum
- 2017 Austerlitz Advent
- 2018 Věčně tvá nevěrná
- 2018 Revival – Klip života
- 2018 Odborný dohled nad výkladem snu
- 2018 Kluci z hor
- 2018 Hmyz
- 2018 Hastrman
- 2018 Dívka za zrcadlem (TV film)
- 2019 Úhoři mají nabito
- 2019 Vlastníci
- 2019 Velké dobrodružství Čtyřlístku
- 2021 Zločiny Velké Prahy (TV seriál)
- 2021 Myši patří do nebe
- 2022 Tajemství staré bambitky 2
- 2022 Řekni to psem
- 2022 Ženy a život
- 2022 Vánoční příběh
- 2022 Jezevec Chrujda (večerníček)
- 2023 Dobré ráno, Brno! (seriál)
- 2023 Volha (seriál)
- 2023 Oktopus (seriál)
- 2024 Krematorium (seriál)
- 2025 Kouzlo derby
- 2025 Cukrkandl
- 2025 Neporazitelní
- 2025 Milion
- 2025 Websterovi: Příběhy na pavoučím vlákně

## Dabing (výběr)
Účinkování v dabingu zahrnuje zejména filmy, ale i seriály a hry:
- 1985 Astérix a překvapení pro Caesara (film) – role: Obelix (kinodabing)
- 1989 Asterix a velký boj (film) – role: Obelix
- 1992 Tom a Jerry ve filmu (film) – role: Tom (kinodabing, VHS)
- 1997 Zelňačka (film) - role: Claude Ratinier (Česká televize)
- 2002 Doba ledová (film) (film) – role: Sid
- 2002 Scooby-Doo (film) – role: Mondavarious
- 2003 Agenti dementi (film) – role: Mortadelo
- 2006 Doba ledová 2: Obleva (film) – role: Sid
- 2007 Simpsonovi ve filmu (film) – role: Marge Simpsonová
- 2009 Doba ledová 3: Úsvit dinosaurů (film) – role: Sid
- 2010 Já, padouch (film) – role: Gru
- 2012 Doba ledová 4: Země v pohybu (film) – role: Sid
- 2013 Já, padouch 2 (film) – role: Gru
- 2015 Mimoni (film) – role: Gru
- 2016 Doba ledová: Mamutí drcnutí (film) – role: Sid
- 2017 Já, padouch 3 (film) – role: Gru
- 2022 Mimoni 2: Padouch přichází (film) – role: Gru
- 2024 Já, padouch 4 (film) – role: Gru

## Televize
- 1977 Parádní číslo (TV komedie) – role: aranžér Jindřich Sládeček
- 1979 Arabela (TV seriál) – role: Rumburak, čaroděj druhé kategorie

## Rozhlas
- 1986 Jiří Kamen: Láska vše zachrání (1986); účinkovali: Marek Eben, Jana Synková, Jan Přeučil, Adolf Kohuth, Blanka Blahníková, Jiří Hálek, Jiří Sovák, Libuše Havelková, role padoucha Huga Obaleče mladšího Jiří Lábus, Jiří Němeček, Petr Popelka; hudba: Miroslav Kořínek; režie: Jan Schmid
- 1990 Jiří Robert Pick: Anekdoty Franci Roubíčka, tragikomedie o muži, který nedokázal neříct anekdotu. Hudba Vladimír Truc. Dramaturg Dušan Všelicha. Režie Josef Červinka. Účinkují: Tomáš Töpfer, Růžena Merunková, Barbora Kodetová, Marie Marešová, Miloš Hlavica, Jiří Lábus, Zdeněk Ornest, Josef Velda, Oldřich Vízner, Martin Velda, Simona Stašová a Jaroslava Kretschmerová. Natočeno v roce 1990.[24]
- 1998 Carey Harrison: To by se psychiatrovi stát nemělo, překlad: Josef Červinka, hráli: Vladimír Brabec, Jiří Lábus, Jaroslav Kepka, Dana Syslová a Josef Červinka, Český rozhlas.[25]
- Příběhy zvířátek (audiokniha, vydavatelství Audiotéka, 2016)
- David Williams: Babička drsňačka, audiokniha, 2014
- Jů a Hele – Pohádky, audiokniha
- Miloslav Švandrlík: Draculův švagr, audiokniha, vydavatelství Fonia (2011)[26]
- Friedrich Dürrenmatt: Proces o oslí stín (2006)[27]
- Jana Synková, Jan Schmid: Karel Hynek Mácha (1988)[28]
- Jiří Lábus, Oldřich Kaiser: Ženich (1986)
- Jan Jiráň, Marián Palla: Zmatky Hanuše Hanuše (1994)[29]
- Paulo Coelho: Alchymista (2003)[30]
- Ingmar Bergman: Malba na dřevě (2005)[31]
- 2006 George Tabori: Matčina Kuráž, Český rozhlas, překlad: Petr Štědroň, hudba: Marko Ivanović, dramaturgie: Martin Velíšek, režie Aleš Vrzák. Osoby a obsazení: syn (Jiří Ornest), matka (Květa Fialová), Kelemen (Jiří Lábus), Usoplenec (David Novotný), německý důstojník (Jaromír Dulava), 1. policista (Stanislav Zindulka), 2. policista (Antonín Molčík), strýc Julius (Miloš Hlavica), Marta (Růžena Merunková), milenec + hlas (Vojtěch Hájek), milenec + hlas (Michal Zelenka), hlasy (Petra Jungmanová, Zdeněk Hess a Otmar Brancuzský), žena domovníka + hlas (Bohumila Dolejšová) a modlení + zpěv (Michael Dushinsky). Hra byla vybrána do užšího výběru v soutěži Prix Bohemia Radio 2006 v kategorii „Rozhlasová inscenace pro dospělého posluchače“.[32]
- 2010 Rudolf Těsnohlídek: Dobrodružství lišky Bystroušky. Dramatizace Anna Jurásková. Hudba Vlastimil Redl. Dramaturgie Václava Ledvinková. Režie Jaroslav Kodeš. Účinkují: Lucie Pernetová, Václav Vydra, Taťjana Medvecká, Jiří Köhler, Stanislav Zindulka, Radek Holub, Jiří Maršál, Marek Eben, Jiří Lábus, Jaroslav Vlach, Jitka Smutná, Jana Drbohlavová, Tomáš Racek, Denisa Nová, Anna Suchánková, Nikola Bartošová, Dana Reichová, Valerie Rosa Hetzendorfová, Justýna Anna Šmuclerová, Josef Tuček, Vladimír Fišer, Antonín Tuček a Dorota Tučková.
- Roland Schimmelpfennig: Arabská noc (2011)[33]
- Thomas Bernhard: Prezident (2017)